# چکش خون
پدیدهٔ چکش خون به معنای افزایش ناگهانی فشار خون در یک رگ خونی (به خصوص سیاهرگ یا سرخرگ) است. زمانی که خون در جریان است و به‌طور ناگهانی توسط انسداد رگ مسدود شود، پدیدهٔ چکش خون رخ می‌دهد. البته این واژه در میان پزشکان مرسوم نیست و همان همر به‌کار می‌رود.